# Governació de Montevideo
La Governació de Montevideo (en castellà i oficialment Gobierno Político y Militar de Montevideo) va ser creada el 1751, poc després de la signatura del Tractat de Madrid de 1750, quan Ferran VI era el rei d'Espanya. L'objectiu principal va ser controlar millor les terres de la corona espanyola en bona part de l'actual ciutat de Montevideo i voltants.
L'amenaça d'un imminent avanç de les tropes portugueses preocupava a Espanya, que volia mantenir el control de les seves colònies a Amèrica. Per aquest motiu es va crear la Governació de Montevideo, la funció de la qual era protegir el territori de possibles invasions enemigues.
El 3 de febrer de 1807, les forces britàniques van ocupar Montevideo (vegeu Invasions britàniques del Riu de la Plata), destituint i capturant al llavors governador de Montevideo, Pascual Ruiz Huidobro, i suplantant-lo per John Whitelocke. Els britànics van romandre a la ciutat fins al 9 de setembre de 1807, data en la qual els espanyols van recuperar el control de la zona. Poc temps després, el 1814, un exèrcit provinent de Buenos Aires va acabar amb la dominació espanyola. Un any més tard, el 1815, les tropes de les Províncies Unides del Riu de la Plata van abandonar Montevideo i, el 1816, la llavors Província Oriental de José Gervasio Artigas va ser envaïda pels portuguesos, que la van annexionar a la seva corona amb el nom de Província Cisplatina. L'Uruguai va obtenir la seva independència definitiva del Brasil el 1828, quan va concloure la Guerra Cisplatina.

## Límits geogràfics
Els límits originals van ser establerts per Pedro Millán el 24 de desembre de 1726, quan es va fundar la ciutat. Es va tenir en compte aquesta divisió per a la futura Governació de Montevideo, la qual s'estenia pel sud de l'actual Uruguai, concretament pels departaments actuals de Montevideo i Canelones, i part de San José, Flores, Florida, Lavalleja i Maldonado.
El 1784, la Governació també va assumir el control de les fortaleses de Santa Teresa i de Santa Tecla, a més del port marítim de la ciutat de Maldonado. Finalment, el 1788 es va ampliar la jurisdicció de la Governació a part dels departaments actuals de Colonia (Colonia del Sacramento i Rosario), Soriano i Rocha.
El 1810, la Governació encara controlava la franja nord-est riuplatenca, poblacions de Montevideo, de Canelones i de San José, i els partits judicials de Las Piedras, Pando i Porongos.

## Governadors

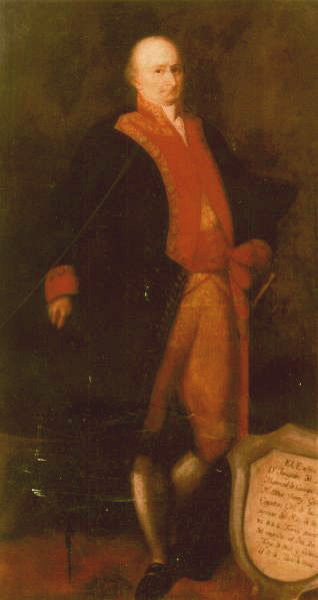
Joaquín del Pino y Rozas, governador de Montevideo durant 17 anys.

Els governadors de Montevideo, des de 1751 fins a 1817, van ser els següents:
- José Joaquín de Viana (11 de gener de 1751 - 8 d'abril de 1764)[5]
- Agustín de la Rosa (8 d'abril de 1764 - 1771)
- José Joaquín de Viana (1771 - febrer de 1773)
- Joaquín del Pino y Rozas (febrer de 1773 - 2 d'agost de 1790)
- Antonio Olaguer Feliú (2 d'agost de 1790 - 11 de febrer de 1797)
- José de Bustamante y Guerra (11 de febrer de 1797 - 1804)
- Pascual Ruiz Huidobro (1804 - 3 de febrer de 1807)
- Francisco Javier de Elío (1807 - 17 de setembre de 1810)
- Juan Ángel Michelena (17 de setembre - 28 de setembre de 1810)
- Francisco Javier de Elío (28 de setembre de 1810 -) Junta de Govern
- Vicente Nieto (1810)[6]
- Joaquín de Soria (abril de 1810 - 7 de desembre de 1811)
- Gaspar de Vigodet (Bigodé en documents de l'època) (7 de desembre de 1811 - 20 de juny de 1814)
- Nicolás Rodríguez Peña (juliol - agost de 1814)
- Miguel Estanislao Soler (agost de 1814 - febrer de 1815)
- Fernando Otorgués (febrer - juliol de 1815)
- Miguel Barreiro (juliol de 1815 - gener de 1817)